# Murphy's Law (film)
Murphy's Law is een Amerikaanse actiefilm uit 1986 onder regie van J. Lee Thompson.

## Verhaal
Inspecteur Jack Murphy wordt gearresteerd voor de moord op zijn ex-vrouw. Hij wordt geboeid aan de autodief Arabella McGee. Jack besluit te ontsnappen, maar hij is verplicht om Arabella met zich mee te nemen.

## Rolverdeling
| Acteur             | Personage         |
| ------------------ | ----------------- |
| Charles Bronson    | Jack Murphy       |
| Kathleen Wilhoite  | Arabella McGee    |
| Carrie Snodgress   | Joan Freeman      |
| Robert F. Lyons    | Art Penney        |
| Richard Romanus    | Frank Vincenzo    |
| Angel Tompkins     | Jan               |
| Bill Henderson     | Ben Wilcove       |
| James Luisi        | Ed Reineke        |
| Clifford A. Pellow | Lt. Nachman       |
| Janet MacLachlan   | Dr. Lovell        |
| Lawrence Tierney   | Cameron           |
| Jerome Thor        | Rechter Kellerman |
| Mischa Hausserman  | Dave Manzarek     |
| Cal Haynes         | Reese             |
| Hans Howes         | Santana           |